# Каноле
Ка̀ноле (на италиански: Cannole, на местен диалект Cànnule, Кануле) е село и община в Южна Италия, провинция Лече, регион Пулия. Разположен е на 96 m надморска височина. Населението на общината е 1743 души (към 2011 г.).